# O Conde de Monte Cristo (filme de 2024)
O Conde de Monte Cristo (em francês: Le Comte de Monte-Cristo) é um filme francês de drama histórico escrito e dirigido por Alexandre de La Patellière e Matthieu Delaporte, lançado em 2024. Ele é produzido majoritariamente pelo histórico estúdio francês Pathé. Trata-se de uma adaptação do romance homônimo de Alexandre Dumas. Pierre Niney interpreta Edmond Dantès, um jovem marinheiro de 22 anos, que desembarca em Marselha para se casar com Mercédès Herrera e se tornar capitão. Traído por amigos invejosos, ele é denunciado como conspirador bonapartista e preso no Castelo de If. Após quatorze anos de detenção, consegue escapar e toma posse de um tesouro escondido na ilha de Montecristo. Ele então se vinga de todos que o acusaram injustamente.
O produtor do filme, Dimitri Rassam, foi responsável pela adaptação de outro famoso romance de Dumas com o díptico Os Três Mosqueteiros: D’Artagnan e Os Três Mosqueteiros: Milady (2023). O Conde de Monte Cristo foi exibido “fora de competição” no Festival de Cannes de 2024. Recebido calorosamente pela crítica, também se tornou um grande sucesso comercial, atraindo mais de 9,4 milhões de espectadores nos cinemas franceses.

## Enredo
Em 1815, o marinheiro Edmond Dantès desafia ordens superiores para resgatar uma mulher naufragada do Mar Mediterrâneo. A mulher revela se chamar Angèle e carrega consigo uma carta de Napoleão, agora exilado na Ilha de Elba, para seus correligionários na França. O capitão Danglars toma para si a carta e repreende Dantès pela atitude. Ao chegar a Marselha, Danglars se queixa de Dantès ao armador Senhor Morrel, mas acaba sendo demitido por não prestar socorro aos náufragos. Morrel promove Dantès como capitão do Pharaon no lugar de Danglars.
Dantès retorna para casa para rever sua noiva, Mercédès Herrera, e seu primo, Fernand de Morcerf, que nutre uma paixão secreta por ela. Dantès pede a Fernand para ser seu padrinho de casamento. No dia do casamento, Dantès é preso e acusado de ser um agente bonapartista. Dantès é interrogado pelo promotor de justiça local, Gérard de Villefort, e esse considera anular as acusações e soltá-lo. Dantès revela conhecer a identidade de Angèle e Villefort manter ele preso por mais tempo enquanto interroga Danglars e Fernand.
Villefort conspira com Danglars e Fernand para garantir a prisão de Edmond. Angèle, irmã de Villefort, exige a libertação de Edmond e ameaça expor o caso de Villefort com a esposa de Danglars. Para silenciá-la, Villefort convoca Danglars para eliminar Angèle. Edmond é preso no Château d'If, onde conhece o colega de cela Abbé Faria, que o educa em línguas, ciência e cultura ao longo de oito anos. Faria também revela a localização de um vasto tesouro na ilha de Monte Cristo. Antes de sua fuga planejada, Faria é mortalmente ferido por um colapso de túnel. Edmond leva o corpo de Faria para sua cela, esconde-se no saco funerário em seu lugar e, após ser jogado no mar, escapa e nada para a liberdade.
Retornando a Marselha, Edmond descobre que seu pai morreu, e Mercédès se casou com Fernand e se mudou para Paris. Edmond viaja para Monte Cristo, onde encontra o tesouro escondido. Um ano depois, ele ressurge como o Conde de Monte Cristo, com a intenção de vingança. Ele localiza Angèle, vendida por Danglars para a prostituição, agora morrendo. Ela revela que uma vez tentou expor os crimes de Villefort, incluindo sua tentativa de enterrar seu filho ilegítimo, André, vivo. Angèle resgatou André, colocando-o em um orfanato. Edmond toma André sob sua proteção, renomeando-o Príncipe Andrea Cavalcanti, e o torna uma peça-chave em seus planos.
O Conde orquestra uma série de esquemas contra seus inimigos. Ele encena um resgate do filho de Fernand, Albert, ganhando a confiança de Fernand. Por meio de Albert, o Conde é apresentado a Danglars e Villefort. Ele também se reúne com Mercédès, que o reconhece apesar de sua aparência alterada. Enquanto isso, Edmond usa Andrea para encantar Eugénie, a filha de Danglars, e apresenta Haydée, uma bela mulher sob sua proteção, encorajando-a a cativar Albert.
A vingança de Edmond se desenrola com precisão. Notícias se espalham sobre o desaparecimento da frota de Danglars, fazendo com que suas ações caiam. Fernand, usando seu acesso à inteligência militar, informa Danglars que os relatórios são falsos. Danglars pede dinheiro emprestado a Monte Cristo para recuperar suas perdas, usando seus ativos como garantia. Em um julgamento em que Danglars busca processar o jornal por difamação, Andrea se revela como filho ilegítimo de Villefort, expondo os crimes passados de Villefort. Villefort, humilhado, deixa o tribunal, poupando sua ex-amante do escândalo. André, movido pela vingança, assassina seu pai, mas é morto enquanto fugia. Haydée, devastada pela morte de André, se volta contra o Conde, responsabilizando-o.
Enquanto Haydée e Albert planejam partir, eles são confrontados pelo Conde, que exige que Haydée revele a verdade sobre a traição do pai de Albert ao seu pai, Ali Pasha de Janina. Enfurecido, Albert desafia o Conde para um duelo. Mercédès confronta Edmond, implorando pela vida de seu filho Albert. Edmond concorda em poupar Albert, terminando seu duelo sem derramamento de sangue. Ele encoraja Haydée e Albert a encontrarem a felicidade juntos. Mercédès deixa Fernand, que confronta Edmond em desespero. Os dois duelam, com Edmond emergindo vitorioso. Recusando-se a matar Fernand, Edmond o deixa para viver com sua desgraça e perdas.
Edmond deixa sua propriedade, embarcando em uma vida de viagens. Em uma carta final a Mercédès, ele escreve: "Toda a sabedoria humana está contida nestas duas palavras: 'Esperar e Ter esperança'".

## Elenco
- Pierre Niney como Edmond Dantès, conhecido como "O Conde de Monte Cristo" / Lorde Halifax / Abade Busoni
- Bastien Bouillon como o conde Fernand de Morcerf, um oficial militar
- Anaïs Demoustier como Mercédès de Morcerf, prima de Fernand e depois esposa dele
- Anamaria Vartolomei como Haydée, protegida de Edmond
- Laurent Lafitte como Gérard de Villefort, procurador do rei em Marselha
- Pierfrancesco Favino como o abade Faria, prisioneiro no Castelo de If
- Patrick Mille como o barão Danglars, comerciante e ex-capitão da marinha mercante
- Vassili Schneider como Albert de Morcerf, filho de Fernand e Mercédès
- Julien de Saint Jean como André de Villefort, filho bastardo de Gérard e Victoria / Príncipe Andrea Cavalcanti
- Julie de Bona como Victoria Danglars, esposa do barão e amante de Gérard
- Adèle Simphal como Angèle, irmã de Gérard
- Stéphane Varupenne como Gaspard Caderousse, marinheiro
- Bruno Raffaelli como o armador Morrel, avô de Maximilien
- Marie Narbonne como Eugénie Danglars, filha do barão Danglars
- Abdé Maziane como Jacopo, o servo de Edmond
- Graziella Delerm como Senhora Morcerf
- Xavier de Guillebon como Senhor Morcerf
- Clémentine Baert como Senhora Villefort
- Florence Muller como Senhora Herrera
- Françoise Gazio como Yvonne
- Axel Baille como o servo do barão Danglars
- Lily Dupont como Suzanne, amiga de Eugénie
- Olivier Le Montagner como o guarda do Castelo de If
- Jérémie Covillault como Antoine, o carcereiro
- Bernard Blancan como Louis Dantès, pai de Edmond
- Oscar Lesage como Maximilien Morrel, neto do armador
- Serge Bagdassarian como um juiz
- Jean-Louis Tribes como o padre
- Laurent Dassault como um convidado do jantar na casa dos Morcerf[7]

## Produção

### Antecedentes e desenvolvimento
Em 20 de novembro de 2020, antes mesmo das filmagens dos filmes de Os Três Mosqueteiros: D'Artagnan e Milady, Alexandre de La Patellière e Matthieu Delaporte anunciaram seu projeto de continuar adaptando a obra de Alexandre Dumas, realizando um filme baseado em O Conde de Monte Cristo. O projeto foi oficialmente confirmado em 9 de fevereiro de 2023, com Pierre Niney no papel principal. Os roteiristas revelaram mais tarde que só iniciaram a escrita após obterem o acordo prévio com Niney: "Parecia-nos impossível embarcar nessa aventura sem a aprovação de quem iria interpretá-la. (...) É a primeira vez que escrevemos pensando em um ator". Os diretores descrevem o romance original como "um verdadeiro mito que permite atravessar vários gêneros cinematográficos: aventura, thriller, com um fundo de uma grande história de amor". Enquanto isso, Ardavan Safaee, presidente da Pathé Films, traça um paralelo entre essa história e os super-heróis modernos ao afirmar: "O Conde de Monte Cristo, é preciso dizer, é a história original de um vingador mascarado, uma história de traição e redenção impossível".
Sem criar um universo compartilhado em torno dos romances de Dumas, esse projeto se insere em uma continuidade artística com os filmes Os Três Mosqueteiros: D'Artagnan e Os Três Mosqueteiros: Milady, já que o filme é feito pelos mesmos roteiristas (aqui também diretores) e pelos mesmos produtores, Dimitri Rassam e Ardavan Safaee. Além disso, parte da equipe artística dos dois filmes foi mantida, especialmente o figurinista Thierry Delettre, o diretor de arte Stéphane Taillasson, o diretor de fotografia Nicolas Bolduc e a editora Célia Lafitedupont. Com um orçamento de 42,9 milhões de euros, segundo o CNC, O Conde de Monte Cristo é o filme francês mais caro de 2024.

### Seleção de elenco
Pierre Niney foi anunciado para o papel principal em fevereiro de 2023. Parte do elenco principal foi revelada em julho de 2023, incluindo Anaïs Demoustier, Laurent Lafitte, Anamaria Vartolomei, Bastien Bouillon, Patrick Mille, Vassili Schneider, Julien de Saint-Jean e o ator italiano Pierfrancesco Favino. Seus papéis, no entanto, não foram divulgados na época.
Em fevereiro de 2024, Anamaria Vartolomei confirmou que interpretaria a personagem Haydée.

### Filmagens
As filmagens duraram 76 dias, de 24 de julho de 2023 a 21 de novembro de 2023 O filme foi rodado principalmente na França, incluindo a região metropolitana de Paris, Occitânia e Provença-Alpes-Costa Azul, com destaque para o Castelo de If. e uma cena filmada na península de Giens. Para representar a residência do Conde de Monte-Cristo, vários locais foram utilizados: o Castelo de Ferrières (em Sena e Marne), que teve sua aparência externa modificada digitalmente, a Catedral de Saint-Étienne de Meaux como pano de fundo para a cena de luta com Albert, e um local da cidade episcopal de Meaux, como sala de ensaios. Além disso, o Palácio Brongniart (Bolsa de Paris) serviu como cenário para o salão, o Château d'Aubiry (em Pirenéus Orientais) foi usado para o hall, escadarias e sala de armas, e o Château de Dampont (em Val-d'Oise) foi utilizado para representar um dos quartos.

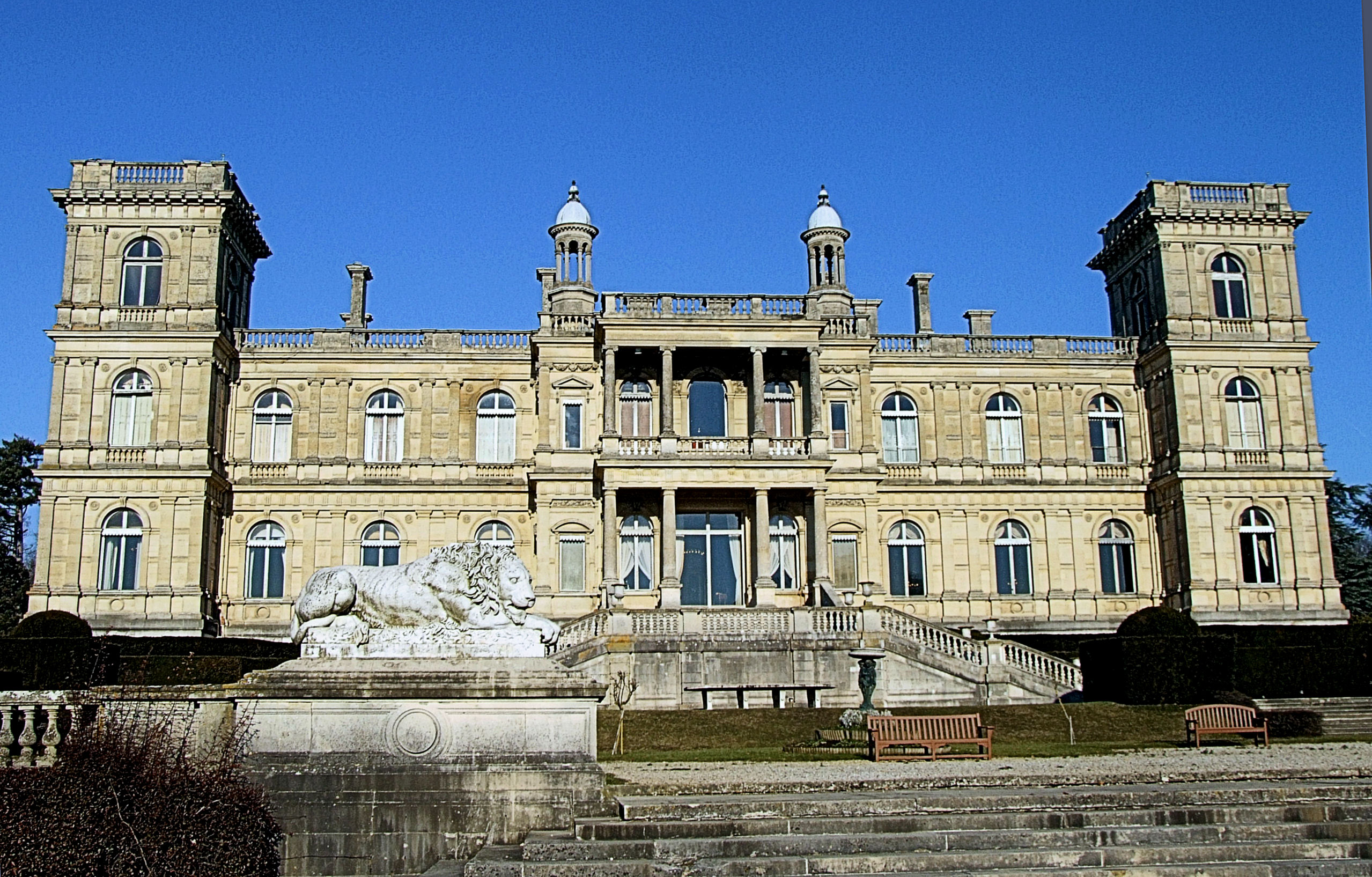
O Castelo de Ferrières, um dos cenários usados para ser a mansão do Conde de Monte Cristo.

O Hôtel de la Païva foi utilizado para as cenas dos salões, interiores e a sala de jantar de Lorde Hallifax. Algumas cenas também foram rodadas na Maison d'éducation de la Légion d'honneur, em Saint-Denis: a biblioteca da abadia, ao lado da Basílica de Saint-Denis, serviu como o escritório do procurador. Algumas tomadas também foram feitas no claustro e no corredor que leva ao Salon des Princes.
Na região de Occitânia, as filmagens ocorreram no Maciço de la Clape, no Château de l'Engarran, em Lavérune, que serviu como cenário para a residência dos Morcerf, e nas cidades de Pézenas e Villeneuvette. A igreja de Notre-Dame-de-l'Assomption, em Villeneuvette, foi utilizada como cenário para a capela onde ocorre o casamento de Dantès e Mercédès. Outras cenas foram filmadas no Grão-Porto de Valeta, em Malta, que serviu como cenário para o porto de Marselha, além de Chipre. O navio Pharaon foi representado pela Étoile du Roy, uma réplica de uma fragata corsária do século XVIII, cujo porto de origem é Saint-Malo.
Cenas em estúdio foram gravadas nos Lites Studios, em Bruxelas (Bélgica), incluindo a cena de abertura com o naufrágio, além da cena de fuga de Dantès. Para essa cena específica, que foi filmada em plano-sequência, Pierre Niney treinou com o campeão mundial de mergulho em apneia, Stéphane Mifsud, sendo lançado ao mar amarrado dentro de um saco com pesos.

### Música
A Trilha Sonora Original do filme foi composta por Jérôme Rebotier, um colaborador de longa data de Matthieu Delaporte e Alexandre de La Patellière. O álbum foi lançado em 28 de junho de 2024 em formato digital pelo selo americano Milan Records, com 41 faixas.
| N.º            | Título                                   | Duração |  |
| 1.             | "Tempête"                                | 3:19    |  |
| 2.             | "Mercédès"                               | 1:58    |  |
| 3.             | "Le trésor"                              | 3:57    |  |
| 4.             | "Dorul (Chanson d'Haydée)"               | 3:49    |  |
| 5.             | "Haydée"                                 | 1:42    |  |
| 6.             | "Edmond et Mercédès"                     | 3:10    |  |
| 7.             | "L'arrestation"                          | 3:31    |  |
| 8.             | "Le mariage"                             | 1:01    |  |
| 9.             | "Vengeance (Thème de Monte Cristo)"      | 1:36    |  |
| 10.            | "Le château d'If (Version longue)"       | 3:26    |  |
| 11.            | "Dantès rejoint Faria"                   | 2:21    |  |
| 12.            | "Mort de Faria"                          | 1:48    |  |
| 13.            | "Le domaine"                             | 2:08    |  |
| 14.            | "Le bal d'Eugénie"                       | 1:51    |  |
| 15.            | "Dantès reprend des forces"              | 1:00    |  |
| 16.            | "Haydée supplie Albert"                  | 1:40    |  |
| 17.            | "Le piège se referme"                    | 2:05    |  |
| 18.            | "Le duel"                                | 2:05    |  |
| 19.            | "L'évasion (Part 1)"                     | 2:36    |  |
| 20.            | "L'évasion (Part 2)"                     | 1:40    |  |
| 21.            | "La mort du cerf"                        | 2:07    |  |
| 22.            | "Le revenant"                            | 1:27    |  |
| 23.            | "La folie"                               | 2:03    |  |
| 24.            | "Chasse à courre"                        | 1:02    |  |
| 25.            | "L'éducation d'André"                    | 1:40    |  |
| 26.            | "Le récit d'Angèle"                      | 4:23    |  |
| 27.            | "Les années Faria"                       | 1:25    |  |
| 28.            | "Le dîner d'Auteuil"                     | 3:33    |  |
| 29.            | "Les plans"                              | 1:55    |  |
| 30.            | "Albert et Haydée"                       | 1:07    |  |
| 31.            | "Les traîtres"                           | 2:12    |  |
| 32.            | "Le racket"                              | 2:20    |  |
| 33.            | "Opium"                                  | 2:40    |  |
| 34.            | "Monte Cristo"                           | 2:20    |  |
| 35.            | "Le trésor (Reprise) - Adieux à Eugénie" | 2:49    |  |
| 36.            | "L'assassinat (Version longue)"          | 3:24    |  |
| 37.            | "Albert rejoint Haydée"                  | 2:35    |  |
| 38.            | "Monte Cristo raconte à Mercédès"        | 1:37    |  |
| 39.            | "La haine de Fernand"                    | 0:59    |  |
| 40.            | "La confrontation"                       | 3:45    |  |
| 41.            | "La vie d'après"                         | 4:12    |  |
| Duração total: | Duração total:                           | 96:18   |  |

## Lançamento
Em fevereiro de 2023, o filme foi inicialmente anunciado para 23 de outubro de 2024, mas posteriormente adiado para 11 de dezembro de 2024, pois a concorrência com Avatar 3, originalmente programado para 18 de dezembro de 2023, diminuiu quando sua estreia foi postergada para 17 de dezembro de 2024. Em 23 de janeiro de 2024, a data de estreia foi antecipada para 28 de junho de 2024, devido ao lançamento de grandes produções americanas, como Mufasa: O Rei Leão e Moana 2, no final do ano de 2024.

## Recepção

### Recepção crítica
Na França, o site Allociné atribuiu uma nota média de 3,6/5 com base na análise de 40 críticas da imprensa e uma nota de 4,5/5 das avaliações do público, tornando-se o filme francês melhor avaliado no site O site Rotten Tomatoes registrou um índice de aprovação de 98% e uma nota média de 8,1/10 a partir de 45 críticas. L'Obs atribuiu uma nota de 3/5, descrevendo a produção como uma "adaptação […] que não decepciona" e destacando a qualidade do elenco.

### Na França
No seu primeiro dia de exibição, o filme atraiu 125.010 espectadores, incluindo 11.978 em pré-estreias. Ao final do primeiro fim de semana, o filme registrou 671.465 ingressos vendidos em três dias, beneficiando-se do entusiasmo do público e da Festival do Cinema. Em 2 de julho de 2024, o filme ultrapassou a marca de um milhão de ingressos vendidos em menos de cinco dias após a estreia. Em nove dias, superou os dois milhões de ingressos. Após meses em exibição, m 19 de outubro, o filme superou os nove milhões de ingressos vendidos, entrando para o Top 20 das maiores bilheteiras do cinema francês.

### Impacto cultural

#### Um sucesso entre tradição e modernidade
O filme não apenas alcançou um sucesso comercial notável, mas também marcou a cultura pop contemporânea francesa. Em um podcast transmitido pela Radio France, intitulado O Conde de Monte Cristo: um influenciador da cultura pop, destaca-se que a obra reacendeu o interesse pelo romance de Alexandre Dumas, ao mesmo tempo que o modernizou para um público mais jovem. Graças a uma interpretação aclamada de Pierre Niney, o personagem Edmond Dantès é redescoberto sob uma ótica mais acessível e atual. O filme consegue equilibrar respeito pelo clássico, ousadia e inovação, oferecendo às novas gerações a oportunidade de redescobrir essa obra-prima e consolidando seu lugar na cultura popular contemporânea.

#### Um herói nacional na era moderna, segundo Pierre Niney
Em entrevista concedida em 24 de junho de 2024 à France Inter, Pierre Niney falou sobre seu papel como Edmond Dantès. Ele expressou seu orgulho por interpretar um herói francês como Dantès, a quem considera “o nosso Hamlet”, destacando as singularidades desse personagem em relação aos heróis modernos, como os dos filmes de super-heróis. Niney explicou que, embora Dantès se encaixe na figura do justiceiro, ele se diferencia por ser um personagem mais complexo, atormentado e sombrio do que os heróis tradicionais da Marvel. O ator traçou paralelos com figuras como Batman, outro justiceiro que se tornou milionário e enfrenta dilemas sobre a legitimidade de fazer justiça com as próprias mãos. Além disso, enfatizou a relevância da obra em um momento de turbulências sociais na França. Segundo ele, o filme resgata os clássicos literários franceses e apresenta um herói nacional que incorpora temas universais, como a injustiça, a luta entre "o justo" e "o monstro" e o conflito entre democracia e antirrepublicanismo. Niney também ressaltou a importância de Alexandre Dumas, autor da obra original, cuja trajetória pessoal foi marcada pelo racismo. Para o ator, isso torna ainda mais impactantes os temas de justiça e redenção abordados na história. Ele concluiu afirmando que se sente honrado por interpretar um personagem que representa um modelo de resiliência e combate à injustiça.

#### Um novo fôlego para o mito de Edmond Dantès
A adaptação trouxe um novo fôlego ao mito de Edmond Dantès, valorizando a dimensão psicológica dos personagens. Essa versão mais jovem e moderna representa um marco no cinema francês. Com Pierre Niney no papel principal, o filme se diferencia das adaptações anteriores por sua abordagem mais introspectiva e pelo elenco de destaque, incluindo Anaïs Demoustier e Laurent Lafitte. Pierre Niney conseguiu revitalizar o icônico personagem de Edmond Dantès, modernizando-o sem perder a profundidade da obra original de Alexandre Dumas. Sua atuação foi elogiada por unir frescor e intensidade, reacendendo o interesse pelo mito. A adaptação de 2024 consolidou-se entre os filmes franceses mais populares, conquistando um amplo público e se destacando pelo tratamento inovador de um clássico literário. Embora fiel à história original, essa versão dialoga com as expectativas do público contemporâneo, reafirmando o legado do personagem e garantindo ao filme um lugar duradouro no cenário cinematográfico francês.

#### Influência nas livrarias
O lançamento do filme "O Conde de Monte Cristo" impulsionou significativamente as vendas do romance de Alexandre Dumas. Entre junho e julho de 2024, eles quadruplicaram, de acordo com o Sindicato dos Livreiros, com uma previsão de um aumento de dez vezes até o final da exibição do filme. A Gallimard já lançou uma nova edição do Folio Classique, adornada com o rosto de Pierre Niney, para responder a essa moda. Prova de que o cinema desempenha um papel fundamental na redescoberta dos clássicos, especialmente entre as gerações mais jovens, ao tornar essas obras-primas acessíveis e populares.